# Матис, Эдит
Эди́т Мати́с (нем. Edith Mathis; 11 февраля 1938, Люцерн, Швейцария — 9 февраля 2025, Зальцбург, Австрия) — швейцарская оперная певица (сопрано).

## Биография
Училась в консерваториях Люцерна и Цюриха. Дебютировала на сцене в 1957 году. Пела в Кёльнском и Гамбургском оперных театрах. С 1963 года — на сцене берлинской Немецкой оперы. Много гастролировала. Выступала в «Ковент-Гардене», «Метрополитен-опера», Венской государственной опере, Барселонском Большом театре, Парижской национальной опере. Участница Зальцбургского и Глайндборнского фестивалей. Известна также как исполнительница партий сопрано в кантатах и пассионах Баха.
Матис умерла 9 февраля 2025 года в Зальцбурге, за два дня до своего 87-летия.

## Партии
- «Свадьба Фигаро» Моцарта — Сюзанна
- «Волшебная флейта» Моцарта — Памина
- «Дон Жуан» Моцарта — Церлина
- «Пеллеас и Мелизанда» Дебюсси — Мелизанда
- «Вольный стрелок» Вебера — Анхен
- «Молодой принц» Хенце — Луиза
- «Кавалер розы» Штрауса — Маршальша

## Избранные видеозаписи
- 1971 — «Волшебная флейта» В. А. Моцарта (Памина), реж. Питер Устинов, дир. Хорст Штайн.